# Liste der Nummer-eins-Hits in Ungarn (2008)
Dies ist eine Liste der Nummer-eins-Hits in Ungarn im Jahr 2008. Sie basiert auf der Rádiós Top 40 játszási lista  und der Top 40 album-, DVD- és válogatáslemez-lista der Magyar Hanglemezkiadók Szövetsége (Mahasz), dem ungarischen Vertreter der International Federation of the Phonographic Industry.

## Singles
| ← 2007 ← | Liste der Nummer-eins-Hits in Ungarn | Liste der Nummer-eins-Hits in Ungarn        | Liste der Nummer-eins-Hits in Ungarn | 2009 →                    |
| \| Zeitraum \| Wo. ges. \| Interpret \| Titel Autor(en) \| Zusätzliche Informationen \| \| (Zeitraum, Wochen auf Platz eins, Interpret, Titel, Autor[en], zusätzliche Informationen) \| \| \| \| \| \| ----------------------------------------------------------------------------------------- \| -------- \| ------------------------------------------- \| ---------------------------------------------------------------------------------------------------------------------------------------------------- \| ------------------------- \| \| 24. Dezember 2007 – 6. Januar 2008 2 Wochen (insgesamt 6) \| 6 \| Timbaland feat. Keri Hilson \| The Way I Are Floyd Nathaniel Hills, Timothy Z. Mosley, Keri Lynn Hilson, John M. Maultsby, Garland Waverly Mosley, Bale'wa Muhammad, Candice Nelson \| – \| \| 7. Januar 2008 – 13. Januar 2008 1 Woche (insgesamt 2) \| 2 \| Sugababes \| About You Now Cathy Dennis, Lukasz Gottwald \| – \| \| 14. Januar 2008 – 20. Januar 2008 1 Woche (insgesamt 6) \| 6 \| Timbaland feat. Keri Hilson \| The Way I Are Floyd Nathaniel Hills, Timothy Z. Mosley, Keri Lynn Hilson, John M. Maultsby, Garland Waverly Mosley, Bale'wa Muhammad, Candice Nelson \| – \| \| 21. Januar 2008 – 27. Januar 2008 1 Woche (insgesamt 2) \| 2 \| Sugababes \| About You Now Cathy Dennis, Lukasz Gottwald \| – \| \| 28. Januar 2008 – 3. Februar 2008 1 Woche (insgesamt 3) \| 3 \| Santana feat. Chad Kroeger \| Into the Night Chad Robert Kroeger \| – \| \| 4. Februar 2008 – 10. Februar 2008 1 Woche (insgesamt 3) \| 3 \| Amy Winehouse \| Rehab Amy Winehouse \| – \| \| 11. Februar 2008 – 17. Februar 2008 1 Woche (insgesamt 6) \| 6 \| Timbaland feat. Keri Hilson \| The Way I Are Floyd Nathaniel Hills, Timothy Z. Mosley, Keri Lynn Hilson, John M. Maultsby, Garland Waverly Mosley, Bale'wa Muhammad, Candice Nelson \| – \| \| 18. Februar 2008 – 9. März 2008 3 Wochen (insgesamt 4) \| 4 \| Rihanna \| Don’t Stop the Music Tor Erik Hermansen, Mikkel S. Eriksen, Michael Jackson, Frankie Storm \| – \| \| 10. März 2008 – 16. März 2008 1 Woche \| 1 \| Alicia Keys \| No One Alicia Augello Cook, Kerry Brothers Jr., George M. Harry \| – \| \| 17. März 2008 – 23. März 2008 1 Woche (insgesamt 6) \| 6 \| Timbaland feat. Keri Hilson \| The Way I Are Floyd Nathaniel Hills, Timothy Z. Mosley, Keri Lynn Hilson, John M. Maultsby, Garland Waverly Mosley, Bale'wa Muhammad, Candice Nelson \| – \| \| 24. März 2008 – 30. März 2008 1 Woche \| 1 \| Rihanna \| Don’t Stop the Music Tor Erik Hermansen, Mikkel S. Eriksen, Michael Jackson, Frankie Storm \| – \| \| 31. März 2008 – 6. April 2008 1 Woche (insgesamt 6) \| 6 \| Timbaland feat. Keri Hilson \| The Way I Are Floyd Nathaniel Hills, Timothy Z. Mosley, Keri Lynn Hilson, John M. Maultsby, Garland Waverly Mosley, Bale'wa Muhammad, Candice Nelson \| – \| \| 7. April 2008 – 13. April 2008 1 Woche (insgesamt 5) \| 5 \| Leona Lewis \| Bleeding Love Jesse McCartney, Ryan B. Tedder \| – \| \| 14. April 2008 – 4. Mai 2008 3 Wochen (insgesamt 11) \| 11 \| Timbaland feat. OneRepublic \| Apologize Ryan B. Tedder \| – \| \| 5. Mai 2008 – 1. Juni 2008 4 Wochen (insgesamt 5) \| 5 \| Leona Lewis \| Bleeding Love Jesse McCartney, Ryan B. Tedder \| – \| \| 2. Juni 2008 – 6. Juli 2008 5 Wochen (insgesamt 11) \| 11 \| Timbaland feat. OneRepublic \| Apologize Ryan B. Tedder \| – \| \| 7. Juli 2008 – 13. Juli 2008 1 Woche (insgesamt 6) \| 6 \| Madonna feat. Justin Timberlake & Timbaland \| 4 Minutes Floyd Nathaniel Hills, Timothy Z. Mosley, Madonna Ciccone, Justin Timberlake \| – \| \| 14. Juli 2008 – 27. Juli 2008 2 Wochen (insgesamt 11) \| 11 \| Timbaland feat. OneRepublic \| Apologize Ryan B. Tedder \| – \| \| 28. Juli 2008 – 17. August 2008 3 Wochen (insgesamt 6) \| 6 \| Madonna feat. Justin Timberlake & Timbaland \| 4 Minutes Floyd Nathaniel Hills, Timothy Z. Mosley, Madonna Ciccone, Justin Timberlake \| – \| \| 18. August 2008 – 24. August 2008 1 Woche (insgesamt 11) \| 11 \| Timbaland feat. OneRepublic \| Apologize Ryan B. Tedder \| – \| \| 25. August 2008 – 31. August 2008 1 Woche (insgesamt 3) \| 3 \| Santana feat. Chad Kroeger \| Into the Night Chad Robert Kroeger \| – \| \| 1. September 2008 – 7. September 2008 1 Woche (insgesamt 6) \| 6 \| Madonna feat. Justin Timberlake & Timbaland \| 4 Minutes Floyd Nathaniel Hills, Timothy Z. Mosley, Madonna Ciccone, Justin Timberlake \| – \| \| 8. September 2008 – 14. September 2008 1 Woche (insgesamt 3) \| 3 \| Santana feat. Chad Kroeger \| Into the Night Chad Robert Kroeger \| – \| \| 15. September 2008 – 21. September 2008 1 Woche (insgesamt 6) \| 6 \| Madonna feat. Justin Timberlake & Timbaland \| 4 Minutes Floyd Nathaniel Hills, Timothy Z. Mosley, Madonna Ciccone, Justin Timberlake \| – \| \| 22. September 2008 – 28. September 2008 1 Woche (insgesamt 5) \| 5 \| Duffy \| Mercy Stephen Andrew Booker, Aimee Ann Duffy \| – \| \| 29. September 2008 – 5. Oktober 2008 1 Woche (insgesamt 2) \| 2 \| Madonna \| Give It 2 Me Pharrell Williams, Madonna Ciccone \| – \| \| 6. Oktober 2008 – 12. Oktober 2008 1 Woche (insgesamt 5) \| 5 \| Duffy \| Mercy Stephen Andrew Booker, Aimee Ann Duffy \| – \| \| 13. Oktober 2008 – 19. Oktober 2008 1 Woche (insgesamt 2) \| 2 \| Madonna \| Give It 2 Me Pharrell Williams, Madonna Ciccone \| – \| \| 20. Oktober 2008 – 9. November 2008 3 Wochen (insgesamt 5) \| 5 \| Duffy \| Mercy Stephen Andrew Booker, Aimee Ann Duffy \| – \| \| 10. November 2008 – 1. Februar 2009 12 Wochen \| 12 \| Katy Perry \| I Kissed a Girl Cathy Dennis, Max Martin, Lukasz Gottwald, Katy Perry \| – \| |                                      |                                             | |                           |
| ← 2007 |                                      |                                             | | → 2009 →                  |
| Zeitraum | Wo. ges.                             | Interpret                                   | Titel Autor(en) | Zusätzliche Informationen |
| (Zeitraum, Wochen auf Platz eins, Interpret, Titel, Autor[en], zusätzliche Informationen) |                                      |                                             | |                           |
| 24. Dezember 2007 – 6. Januar 2008 2 Wochen (insgesamt 6) | 6                                    | Timbaland feat. Keri Hilson                 | The Way I Are Floyd Nathaniel Hills, Timothy Z. Mosley, Keri Lynn Hilson, John M. Maultsby, Garland Waverly Mosley, Bale'wa Muhammad, Candice Nelson | –                         |
| 7. Januar 2008 – 13. Januar 2008 1 Woche (insgesamt 2) | 2                                    | Sugababes                                   | About You Now Cathy Dennis, Lukasz Gottwald | –                         |
| 14. Januar 2008 – 20. Januar 2008 1 Woche (insgesamt 6) | 6                                    | Timbaland feat. Keri Hilson                 | The Way I Are Floyd Nathaniel Hills, Timothy Z. Mosley, Keri Lynn Hilson, John M. Maultsby, Garland Waverly Mosley, Bale'wa Muhammad, Candice Nelson | –                         |
| 21. Januar 2008 – 27. Januar 2008 1 Woche (insgesamt 2) | 2                                    | Sugababes                                   | About You Now Cathy Dennis, Lukasz Gottwald | –                         |
| 28. Januar 2008 – 3. Februar 2008 1 Woche (insgesamt 3) | 3                                    | Santana feat. Chad Kroeger                  | Into the Night Chad Robert Kroeger | –                         |
| 4. Februar 2008 – 10. Februar 2008 1 Woche (insgesamt 3) | 3                                    | Amy Winehouse                               | Rehab Amy Winehouse | –                         |
| 11. Februar 2008 – 17. Februar 2008 1 Woche (insgesamt 6) | 6                                    | Timbaland feat. Keri Hilson                 | The Way I Are Floyd Nathaniel Hills, Timothy Z. Mosley, Keri Lynn Hilson, John M. Maultsby, Garland Waverly Mosley, Bale'wa Muhammad, Candice Nelson | –                         |
| 18. Februar 2008 – 9. März 2008 3 Wochen (insgesamt 4) | 4                                    | Rihanna                                     | Don’t Stop the Music Tor Erik Hermansen, Mikkel S. Eriksen, Michael Jackson, Frankie Storm                                                           | –                         |
| 10. März 2008 – 16. März 2008 1 Woche | 1                                    | Alicia Keys                                 | No One Alicia Augello Cook, Kerry Brothers Jr., George M. Harry                                                                                      | –                         |
| 17. März 2008 – 23. März 2008 1 Woche (insgesamt 6) | 6                                    | Timbaland feat. Keri Hilson                 | The Way I Are Floyd Nathaniel Hills, Timothy Z. Mosley, Keri Lynn Hilson, John M. Maultsby, Garland Waverly Mosley, Bale'wa Muhammad, Candice Nelson | –                         |
| 24. März 2008 – 30. März 2008 1 Woche | 1                                    | Rihanna                                     | Don’t Stop the Music Tor Erik Hermansen, Mikkel S. Eriksen, Michael Jackson, Frankie Storm                                                           | –                         |
| 31. März 2008 – 6. April 2008 1 Woche (insgesamt 6) | 6                                    | Timbaland feat. Keri Hilson                 | The Way I Are Floyd Nathaniel Hills, Timothy Z. Mosley, Keri Lynn Hilson, John M. Maultsby, Garland Waverly Mosley, Bale'wa Muhammad, Candice Nelson | –                         |
| 7. April 2008 – 13. April 2008 1 Woche (insgesamt 5) | 5                                    | Leona Lewis                                 | Bleeding Love Jesse McCartney, Ryan B. Tedder | –                         |
| 14. April 2008 – 4. Mai 2008 3 Wochen (insgesamt 11) | 11                                   | Timbaland feat. OneRepublic                 | Apologize Ryan B. Tedder | –                         |
| 5. Mai 2008 – 1. Juni 2008 4 Wochen (insgesamt 5) | 5                                    | Leona Lewis                                 | Bleeding Love Jesse McCartney, Ryan B. Tedder | –                         |
| 2. Juni 2008 – 6. Juli 2008 5 Wochen (insgesamt 11) | 11                                   | Timbaland feat. OneRepublic                 | Apologize Ryan B. Tedder | –                         |
| 7. Juli 2008 – 13. Juli 2008 1 Woche (insgesamt 6) | 6                                    | Madonna feat. Justin Timberlake & Timbaland | 4 Minutes Floyd Nathaniel Hills, Timothy Z. Mosley, Madonna Ciccone, Justin Timberlake                                                               | –                         |
| 14. Juli 2008 – 27. Juli 2008 2 Wochen (insgesamt 11) | 11                                   | Timbaland feat. OneRepublic                 | Apologize Ryan B. Tedder | –                         |
| 28. Juli 2008 – 17. August 2008 3 Wochen (insgesamt 6) | 6                                    | Madonna feat. Justin Timberlake & Timbaland | 4 Minutes Floyd Nathaniel Hills, Timothy Z. Mosley, Madonna Ciccone, Justin Timberlake                                                               | –                         |
| 18. August 2008 – 24. August 2008 1 Woche (insgesamt 11) | 11                                   | Timbaland feat. OneRepublic                 | Apologize Ryan B. Tedder | –                         |
| 25. August 2008 – 31. August 2008 1 Woche (insgesamt 3) | 3                                    | Santana feat. Chad Kroeger                  | Into the Night Chad Robert Kroeger | –                         |
| 1. September 2008 – 7. September 2008 1 Woche (insgesamt 6) | 6                                    | Madonna feat. Justin Timberlake & Timbaland | 4 Minutes Floyd Nathaniel Hills, Timothy Z. Mosley, Madonna Ciccone, Justin Timberlake                                                               | –                         |
| 8. September 2008 – 14. September 2008 1 Woche (insgesamt 3) | 3                                    | Santana feat. Chad Kroeger                  | Into the Night Chad Robert Kroeger | –                         |
| 15. September 2008 – 21. September 2008 1 Woche (insgesamt 6) | 6                                    | Madonna feat. Justin Timberlake & Timbaland | 4 Minutes Floyd Nathaniel Hills, Timothy Z. Mosley, Madonna Ciccone, Justin Timberlake                                                               | –                         |
| 22. September 2008 – 28. September 2008 1 Woche (insgesamt 5) | 5                                    | Duffy                                       | Mercy Stephen Andrew Booker, Aimee Ann Duffy | –                         |
| 29. September 2008 – 5. Oktober 2008 1 Woche (insgesamt 2) | 2                                    | Madonna                                     | Give It 2 Me Pharrell Williams, Madonna Ciccone | –                         |
| 6. Oktober 2008 – 12. Oktober 2008 1 Woche (insgesamt 5) | 5                                    | Duffy                                       | Mercy Stephen Andrew Booker, Aimee Ann Duffy | –                         |
| 13. Oktober 2008 – 19. Oktober 2008 1 Woche (insgesamt 2) | 2                                    | Madonna                                     | Give It 2 Me Pharrell Williams, Madonna Ciccone | –                         |
| 20. Oktober 2008 – 9. November 2008 3 Wochen (insgesamt 5) | 5                                    | Duffy                                       | Mercy Stephen Andrew Booker, Aimee Ann Duffy | –                         |
| 10. November 2008 – 1. Februar 2009 12 Wochen | 12                                   | Katy Perry                                  | I Kissed a Girl Cathy Dennis, Max Martin, Lukasz Gottwald, Katy Perry                                                                                | –                         |

## Alben
| ← 2007 ← | Liste der Nummer-eins-Hits in Ungarn | Liste der Nummer-eins-Hits in Ungarn | Liste der Nummer-eins-Hits in Ungarn                               | 2009 → |
| \| Zeitraum \| Wo. ges. \| Interpret \| Titel \| Zusätzliche Informationen \| \| (Zeitraum, Wochen auf Platz eins, Interpret, Titel, zusätzliche Informationen) \| \| \| \| \| \| ------------------------------------------------------------------------------ \| -------- \| ------------------------------- \| ------------------------------------------------------------------ \| ----------------------------------------------------------------------------------------------------------------------------- \| \| 31. Dezember 2007 – 6. Januar 2008 1 Woche \| 1 \| Szekeres Adrien \| Olyan, mint Te \| – \| \| 7. Januar 2008 – 13. Januar 2008 1 Woche \| 1 \| (Soundtrack) \| High School Musical 2 \| – \| \| 14. Januar 2008 – 17. Februar 2008 5 Wochen (insgesamt 6) \| 6 \| Kasza Tibor \| Ha egy férfi igazán szeret \| – \| \| 18. Februar 2008 – 24. Februar 2008 1 Woche \| 1 \| Szulák Andrea \| Boldogság, gyere haza \| – \| \| 25. Februar 2008 – 2. März 2008 1 Woche (insgesamt 6) \| 6 \| Kasza Tibor \| Ha egy férfi igazán szeret \| – \| \| 3. März 2008 – 16. März 2008 2 Wochen \| 2 \| Road \| Aranylemez \| – \| \| 17. März 2008 – 23. März 2008 1 Woche (insgesamt 22) \| 22 \| Bereczki Zoltán & Szinetár Dóra \| Musical Duett \| – \| \| 24. März 2008 – 30. März 2008 1 Woche \| 1 \| Dopeman \| Az eredeti gengszter \| – \| \| 31. März 2008 – 6. April 2008 1 Woche (insgesamt 6) \| 6 \| Dolhai Attila \| Olasz szerelem \| – \| \| 7. April 2008 – 13. April 2008 1 Woche (insgesamt 22) \| 22 \| Bereczki Zoltán & Szinetár Dóra \| Musical Duett \| – \| \| 14. April 2008 – 18. Mai 2008 5 Wochen \| 5 \| Bereczki Zoltán & Szinetár Dóra \| Musical Duett 2. \| – \| \| 19. Mai 2008 – 15. Juni 2008 4 Wochen \| 4 \| Deák Bill Gyula \| Hatvan csapás \| – \| \| 16. Juni 2008 – 6. Juli 2008 3 Wochen \| 3 \| (Musical) \| István, a király – 25. éves Jubileumi album a Társulat előadásában \| Die Rockoper über den ungarischen Staatsgründer Stephan I. hatte 1983 Premiere und zum 25. Jubiläum ein Nummer-eins-Album.[1] \| \| 7. Juli 2008 – 13. Juli 2008 1 Woche \| 1 \| Zámbó Jimmy \| Királyi duettek \| – \| \| 14. Juli 2008 – 19. Oktober 2008 14 Wochen (insgesamt 23) \| 23 \| (Soundtrack) \| Mamma Mia! \| – \| \| 20. Oktober 2008 – 26. Oktober 2008 1 Woche (insgesamt 2) \| 2 \| AC/DC \| Black Ice \| – \| \| 27. Oktober 2008 – 2. November 2008 1 Woche \| 1 \| Dolhai Attila \| Egy szerelem története \| – \| \| 3. November 2008 – 9. November 2008 1 Woche (insgesamt 2) \| 2 \| AC/DC \| Black Ice \| – \| \| 10. November 2008 – 16. November 2008 1 Woche (insgesamt 23) \| 23 \| (Soundtrack) \| Mamma Mia! \| – \| \| 17. November 2008 – 30. November 2008 2 Wochen \| 2 \| (Soundtrack) \| High School Musical 3 \| – \| \| 1. Dezember 2008 – 4. Januar 2009 5 Wochen (insgesamt 23) \| 23 \| (Soundtrack) \| Mamma Mia! \| – \| |                                      |                                      |                                                                    | |
| ← 2007 |                                      |                                      |                                                                    | → 2009 → |
| Zeitraum | Wo. ges.                             | Interpret                            | Titel                                                              | Zusätzliche Informationen                                                                                                  |
| (Zeitraum, Wochen auf Platz eins, Interpret, Titel, zusätzliche Informationen) |                                      |                                      |                                                                    | |
| 31. Dezember 2007 – 6. Januar 2008 1 Woche | 1                                    | Szekeres Adrien                      | Olyan, mint Te                                                     | – |
| 7. Januar 2008 – 13. Januar 2008 1 Woche | 1                                    | (Soundtrack)                         | High School Musical 2                                              | – |
| 14. Januar 2008 – 17. Februar 2008 5 Wochen (insgesamt 6) | 6                                    | Kasza Tibor                          | Ha egy férfi igazán szeret                                         | – |
| 18. Februar 2008 – 24. Februar 2008 1 Woche | 1                                    | Szulák Andrea                        | Boldogság, gyere haza                                              | – |
| 25. Februar 2008 – 2. März 2008 1 Woche (insgesamt 6) | 6                                    | Kasza Tibor                          | Ha egy férfi igazán szeret                                         | – |
| 3. März 2008 – 16. März 2008 2 Wochen | 2                                    | Road                                 | Aranylemez                                                         | – |
| 17. März 2008 – 23. März 2008 1 Woche (insgesamt 22) | 22                                   | Bereczki Zoltán & Szinetár Dóra      | Musical Duett                                                      | – |
| 24. März 2008 – 30. März 2008 1 Woche | 1                                    | Dopeman                              | Az eredeti gengszter                                               | – |
| 31. März 2008 – 6. April 2008 1 Woche (insgesamt 6) | 6                                    | Dolhai Attila                        | Olasz szerelem                                                     | – |
| 7. April 2008 – 13. April 2008 1 Woche (insgesamt 22) | 22                                   | Bereczki Zoltán & Szinetár Dóra      | Musical Duett                                                      | – |
| 14. April 2008 – 18. Mai 2008 5 Wochen | 5                                    | Bereczki Zoltán & Szinetár Dóra      | Musical Duett 2.                                                   | – |
| 19. Mai 2008 – 15. Juni 2008 4 Wochen | 4                                    | Deák Bill Gyula                      | Hatvan csapás                                                      | – |
| 16. Juni 2008 – 6. Juli 2008 3 Wochen | 3                                    | (Musical)                            | István, a király – 25. éves Jubileumi album a Társulat előadásában | Die Rockoper über den ungarischen Staatsgründer Stephan I. hatte 1983 Premiere und zum 25. Jubiläum ein Nummer-eins-Album. |
| 7. Juli 2008 – 13. Juli 2008 1 Woche | 1                                    | Zámbó Jimmy                          | Királyi duettek                                                    | – |
| 14. Juli 2008 – 19. Oktober 2008 14 Wochen (insgesamt 23) | 23                                   | (Soundtrack)                         | Mamma Mia!                                                         | – |
| 20. Oktober 2008 – 26. Oktober 2008 1 Woche (insgesamt 2) | 2                                    | AC/DC                                | Black Ice                                                          | – |
| 27. Oktober 2008 – 2. November 2008 1 Woche | 1                                    | Dolhai Attila                        | Egy szerelem története                                             | – |
| 3. November 2008 – 9. November 2008 1 Woche (insgesamt 2) | 2                                    | AC/DC                                | Black Ice                                                          | – |
| 10. November 2008 – 16. November 2008 1 Woche (insgesamt 23) | 23                                   | (Soundtrack)                         | Mamma Mia!                                                         | – |
| 17. November 2008 – 30. November 2008 2 Wochen | 2                                    | (Soundtrack)                         | High School Musical 3                                              | – |
| 1. Dezember 2008 – 4. Januar 2009 5 Wochen (insgesamt 23) | 23                                   | (Soundtrack)                         | Mamma Mia!                                                         | – |